# Brigit
Brigit és la dea celta de la inspiració.
El seu nom significa 'eminent', 'superior' (cf. briga). D'origen celta, és una dea triple del foc i té nombrosos poders, provinents de la inspiració, l'art del guariment i de l'endevinació.
Es diu que va néixer amb una flama de foc al cap, i que aquesta la va connectar amb l'univers. El seu poder d'inspiració va ser molt important per a poetes i artistes, així com les seves ensenyances sobre les eines que ajudaven la gent amb els seus treballs, i el seu poder de guariment, que provenia dels seus coneixements sobre herbes que treien els dolors i curaven els malalts.
Va ser tan poderosa i popular que encara avui és adorada com a santa Brígida. La seva llegenda encara és viva a Irlanda, on es posen teles blanques a les finestres per tal que siguin tocades pel foc ardent de la seva inspiració.